# Take My Breath Away (canção de Berlin)
"Take My Breath Away" é uma canção escrita por Giorgio Moroder e Tom Whitlock para o filme Top Gun de 1986, interpretada pela banda new wave americana Berlin. Pouco tempo após seu lançamento, a música conseguiu o lugar número 1 nas paradas de vários países, incluindo a primeira posição na Billboard Hot 100. Em 2004 a cantora Jessica Simpson regravou a música, como cover.
O single ganhou o Oscar de Melhor Canção Original no ano de 1987. No Brasil, foi a segunda música mais tocada nas rádios em 1986.

## Paradas musicais
| País/Parada (1986)                            | Melhor posição |
| --------------------------------------------- | -------------- |
| Austrália (Kent Music Report)                 | 2              |
| Áustria (Ö3 Austria Top 75)                   | 4              |
| Bélgica (Ultratop 50 de Flandres)             | 1              |
| Canadá (RPM Top Singles)                      | 2              |
| Canadá (RPM Adult Contemporary)               | 1              |
| Europa (European Hot 100 Singles)             | 1              |
| Finlândia (Suomen virallinen lista)           | 13             |
| França (SNEP)                                 | 2              |
| Irlanda (IRMA)                                | 1              |
| Países Baixos (Dutch Top 40)                  | 1              |
| Países Baixos (Single Top 100)                | 2              |
| Nova Zelândia (Recorded Music NZ)             | 4              |
| Noruega (VG-lista)                            | 4              |
| África do Sul (Springbok Radio)               | 2              |
| Espanha (PROMUSICAE)                          | 2              |
| Suécia (Sverigetopplistan)                    | 2              |
| Suíça (Schweizer Hitparade)                   | 2              |
| Reino Unido (UK Singles Chart)                | 1              |
| Estados Unidos (Billboard Hot 100)            | 1              |
| Estados Unidos (Billboard Adult Contemporary) | 3              |
| Estados Unidos (Cash Box)                     | 1              |
| Alemanha Ocidental (Official German Charts)   | 3              |
| País/Parada (1988–1990)                       | Melhor posição |
| Reino Unido (UK Singles Chart)                | 52             |
| Europa (Eurochart Hot 100 Singles)            | 11             |
| Irlanda (IRMA)                                | 7              |
| Reino Unido (UK Singles Chart)                | 3              |

## Versão de Jessica Simpson
"Take My Breath Away" é uma música regravada pela cantora americana Jessica Simpson em 2004. A música original, escrita por Giorgio Moroder e Tom Whitlock foi gravada pela banda Berlin e se tornou um clássico, sendo tema do filme Top Gun.
A música regravada por Jessica Simpson se tornou um dos singles do álbum In This Skin e entrou para a compilação Now That's What I Call Music! 16. Ela venceu o Oscar de melhor canção original, bem como o Globo de Ouro de Melhor Canção Original em 1986.

## Remixes e Versões
- Take My Breath Away [Album Version] - 3:12
- Take My Breath Away [Eddie Baez Mix 2] - 7:08
- Take My Breath Away [Orangefuzzz Club Mix] - 7:35
- Take My Breath Away [Passengerz Hourglass Mix] - 6:17
- Take My Breath Away [Eddie Baez Late Night Club Mix] - 6:30

## Posições em Charts
Take My Breath Away se tornou um hit na voz de Jessica Simpson, ficando na posição #2 no EUA ARC Weekly Top 40 e na posição #20 no EUA Billboard Hot 100.
| Chart (2004)                 | Posição |
| ---------------------------- | ------- |
| EUA Hot 100 Singles Sales    | 1       |
| EUA ARC Weekly Top 40        | 2       |
| EUA Top 40 Mainstream        | 8       |
| EUA Top 40 Tracks            | 10      |
| EUA Hot Dance Club Play      | 10      |
| EUA Billboard Hot 100        | 20      |
| EUA Adult Contemporary       | 23      |
| Reino Unido Singles Chart    | 4       |
| Filipinas Hot 100            | 1       |
| México Top 100 Singles Chart | 9       |
| Canadá To 40                 | 10      |
| China Top 20                 | 13      |
| Austrália Singles Chart      | 15      |
| França Singles Chart         | 18      |
| Sweden Top 60                | 43      |
| Belgica singles top 50       | 32      |